# Пробуждение Джима Бёрка
«Нацистский агент» (англ. Nazi Agent) — американский психологический  чёрно-белый художественный фильм 1935 года, снятый режиссёром Ламбе́ртом Хи́лльером на студии Columbia Pictures.
Премьера фильма состоялась 18 мая 1935 года.

## Сюжет
После смерти разведённой жены Джим Бёрк забирает сына, которого она воспитывала, и которого он не видел уже много лет. Джим Бёрк — строгий и упрямый руководитель строительной фирмы, работающий над инженерными проектами, с нетерпением ждёт возможности воспитать сына — маленького Джима, по своему образу и подобию. Вскоре однако Джим Бёрк оказывается встревожен и испытывает сильное разочарование, после встречи с маленьким Джимом, ведь Большому Джиму не требуется много времени, чтобы понять, что его сын, ни кто иной, как неженка. Маленький Джим любит играть на скрипке, читать книги, учиться. Что же делать бедному отцу?

## В ролях
- Джек Холт — Джим Бёрк
- Флоренс Райс — Тесс Харди
- Джимми Батлер — Джимми Бёрк
- Кэтлин Берк — Лаура
- Роберт Миддлмасс — Билл Дюк
- Ральф Ремли — Блинк
- Уирли Берч — Лем Харди
- Джордж Маккей — Флай Спек Сэм